# Revenge of the Slitheen
Revenge of the Slitheen (La vengeance des Slitheen) est le premier épisode de la première saison de la série britannique de science-fiction The Sarah Jane Adventures. À ce jour, la série n'a jamais été diffusée en France.

## Accroche
Alors que Maria et Luke font leur rentrée des classes, quelque chose cloche : la nourriture est pourrie, les bâtiments sentent bizarre et quelques-uns des professeurs agissent de façon suspecte. Avec l'aide de Sarah Jane et d'un nouvel allié, Clyde, ils découvrent que l'école est en réalité un gigantesque accumulateur d'énergie.

## Résumé

### Première partie
Maria et Luke entrent dans leur nouvelle école, mais découvrent un lieu assez étrange. Aidés par Sarah Jane et un jeune garçon venu fourrer son nez là dedans (Clyde), ils découvrent que les Slitheen, des anciens ennemis du Docteur, sont déguisés en professeurs. Ils sont en possession de bâtiments technologiques et vont tenter d'éteindre le soleil. Luke, croyant à un exercice, aide par erreur les Slitheens à réparer leur système d'absorption d'énergie. Alors qu'ils enquêtent, tous sont attaqués par des Slitheens sous leur vrai forme. Sarah Jane est attaquée par Janine, une secrétaire de la compagnie technologique, tandis que bloqués dans leur école, Maria et Clyde sont attaqués par le proviseur Blakeman puis par M. Jeffrey le professeur de Sciences. Alors qu'ils se pensent aidés par Carl, un élève, celui-ci enlève son costume et se montre sous la forme d'un enfant Slitheen.

### Deuxième partie
Réussissant tous à s'enfuir, ils se replient dans la maison de Sarah Jane. Alors que Clyde découvre que les Slitheens sont sans doute vulnérables au vinaigre, au même moment, les Slitheens lancent leurs machines, mettant à plat toutes les batteries du monde et éteignant le soleil. Le petit groupe se rue vers l'école avec des bouteilles remplies de vinaigre. Après que Maria ait fait exploser le Slitheen ayant pris la forme du proviseur, ils rentrent dans la salle secrète de l'école et Luke réussit à convaincre les aliens d'éteindre leur machine en leur expliquant qu'il y avait une erreur dans ses calculs. Une fois la machine éteinte, il utilisera le Rouge à lèvre sonique de Sarah Jane pour détruire la machine. Différents Slitheens se téléportent pendant l'explosion de la machine, d'autres comme Janine, explosent sous les coups d’électrocution, d'autres comme Carl et Jeffrey se retrouvent bloqués. Alors qu'ils supplient Sarah Jane de les aider, Jeffrey explose finalement et Carl se téléporte. Sarah Jane se montre affectée par le jeune âge du Slitheen. L'épisode se termine par différentes scènes montrant Sarah Jane racontant ses voyages à Luke, Maria discutant avec sa mère divorcée, et Luke et Sarah Jane s’étreignant pour la première fois.

### Continuité
- Les producteurs n'ayant pas trouvé convaincante Porsha Lawrence Mavour dans le rôle de Kelsey Hooper, celle-ci est remplacée à partir de cet épisode par le personnage de Clyde Langer joué par Daniel Anthony[1].

### Liens avec leWhoniverse
- Les Slitheens étaient déjà apparus dans Doctor Who, lors du double épisode L'Humanité en péril/Troisième Guerre mondiale puis dans L'Explosion de Cardiff et dans l'épisode interactif Attack of the Graske[2],[3],[4],[5]. Leurs caractéristiques sont reprises, tel que leur problème de flatulences due à l'étroitesse de leurs costumes ou leur vulnérabilité au vinaigre.
- Les Slitheen se disent poursuivis par la police galactique, et mentionnent même avoir été menacés par des Judoons, race qui fit son apparition cette année-là dans le premier épisode de la saison 3 de Doctor Who.
- Les Wallarians, une espèce issue de la première série de Doctor Who, est aussi mentionnée.
- Alors qu'elle téléphone à UNIT Sarah Jane termine en disant « Love to the Brig » (« Bisous au Brig »). En référence au Brigadier Lethbridge-Stewart dit « le Brigadier » ou « le Brig », un personnage récurrent de Doctor Who.
- C'est la deuxième fois que Sarah Jane enquête dans une école où des aliens ont pris la place des professeurs (cf L'École des retrouvailles).
- Parmi le système de recherche de recherche de Mr Smith, on peut lire le nom de différents monstres comme Abaddon (La Fin des temps épisode de Torchwood), les Banes (Invasion of the Bane), les Krillitanes, la Bête et un Ptérodactyl (référence à la série Torchwood).
- Un des Slitheens parle des Blathereen. Il s'agit d'une autre famille de Raxacorricofallapatorius que l'on trouve dans un roman dérivé de la série The Monsters Inside.
- Un des Slitheens prononce l'interjection « pour l'amour de Clom ». Clom est la planète de l'L'Abzorbaloff (cf L.I.N.D.A) sœur jumelle de Raxicoricofallapatorius.
- Un slitheen indique que la terre est une planète de « niveau 5 », une caractéristique qui est déjà utilisé dans l'épisode de la série classique City of Death (1979) et dans Le Prisonnier zéro par le onzième Docteur.
- La présentatrice du journal américain est toujours jouée par Lachele Carl, comme dans tous les épisodes de Doctor Who (cf L'Humanité en péril, Troisième Guerre mondiale, L'Invasion de Noël et Que tapent les tambours).

## Livre
Il existe une novelisation de cet épisode, écrite par Ruppert Laight, commercialisée en Angleterre le 1er novembre 2007.